# Помазун, Александр Васильевич
Алекса́ндр Васи́льевич Помазу́н (род. 11 октября 1971, Харьков, Украинская ССР, СССР) — советский, украинский и российский футболист, вратарь.

## Биография

### Клубная карьера
Выступления начал в харьковском «Металлисте» (1990—1993). В начале 1993 года покинул клуб, поскольку из него ушёл главный тренер Леонид Ткаченко.
Вскоре Помазуна позвал в ЦСКА главный тренер Геннадий Костылев, который хорошо знал его по выступлениям за юношескую сборную СССР. Однако Помазун контракт не подписал, поскольку предложенные условия его не устроили. Вскоре согласился на переход в московский «Спартак», куда его позвал помощник Олега Романцева Александр Тарханов.
В 1994 году, не выдержав конкуренции со Гинтарасом Стауче и Дмитрием Тяпушкиным, ушёл в калининградскую «Балтику». В сезоне 1996 года наряду с Андреем Саморуковым из волгоградского «Ротора» отстоял на ноль 16 матчей, что стало на тот момент рекордом чемпионатов России. Всего в «Балтике» провёл 5 сезонов.
Затем выступал за «Торпедо-ЗИЛ» (1999—2001), «Сатурн-REN TV» (2001—2002), «Сокол» (2003, на поле не выходил), «Балтика-Тарко» (2004), «Урал» (2004), «Спартак-МЖК» (2005—2007). После того как «Спартак-МЖК» снялся с первенства первого дивизиона, перешёл в нижегородскую «Волгу». В декабре 2007 года покинул команду.
В сезоне 2008 года выступал за клуб «Нижний Новгород», дебютировавший на профессиональном уровне во втором дивизионе России (зона «Урал-Поволжье»).

### Карьера в сборных

#### СССР
Чемпион Европы 1990 в составе юношеской сборной СССР. Бронзовый призёр чемпионата мира среди молодёжных команд 1991.

#### Украина
За сборную Украины сыграл 4 игры, пропустил 4 гола, имеет в активе 1 «сухой» матч.
Дебютировал 27 июня 1992 года в товарищеском матче со сборной США (0:0).
Свой последний матч за сборную Украины провёл 18 мая 1993 года против сборной Литвы (2:1).
| Матчи в составе сборной Украины | Матчи в составе сборной Украины | Матчи в составе сборной Украины | Матчи в составе сборной Украины    | Матчи в составе сборной Украины | Матчи в составе сборной Украины | Матчи в составе сборной Украины | Матчи в составе сборной Украины | Матчи в составе сборной Украины | Матчи в составе сборной Украины | Матчи в составе сборной Украины | Матчи в составе сборной Украины | Матчи в составе сборной Украины |
| N                               | №                               | Дата                            | Место                              | Турнир                          | Соперник                        | Счёт                            | Голы                            | Мин.                            | Замены                          | Наказания                       | Клуб                            | Примечание                      |
| ------------------------------- | ------------------------------- | ------------------------------- | ---------------------------------- | ------------------------------- | ------------------------------- | ------------------------------- | ------------------------------- | ------------------------------- | ------------------------------- | ------------------------------- | ------------------------------- | ------------------------------- |
| 1                               | 2                               | 27.06.1992                      | США, Пискатауэй, «Ратгерс Стэдиум» | Товарищеский матч               | США                             | 0 : 0                           |                                 | 90                              |                                 |                                 | «Металлист» (Харьков)           |                                 |
| 2                               | 3                               | 26.08.1992                      | Венгрия, Ньиредьхаза, «Городской»  | Товарищеский матч               | Венгрия                         | 1 : 2                           | 80′, 90′                        | 90                              |                                 |                                 | «Металлист» (Харьков)           |                                 |
| 3                               | 4                               | 28.10.1992                      | Беларусь, Минск, «Динамо»          | Товарищеский матч               | Беларусь                        | 1 : 1                           | 49′                             | 90                              |                                 |                                 | «Металлист» (Харьков)           |                                 |
| 4                               | 6                               | 18.05.1993                      | Литва, Вильнюс, «Жальгирис»        | Товарищеский матч               | Литва                           | 2 : 1                           | 4′                              | 90                              |                                 |                                 | «Металлист» (Харьков)           |                                 |
| Итого:                          | Итого:                          | Итого:                          | 4 игры; +1 =2 −1; голы 4:4 (0)     | 4 игры; +1 =2 −1; голы 4:4 (0)  | 4 игры; +1 =2 −1; голы 4:4 (0)  | 4 игры; +1 =2 −1; голы 4:4 (0)  | −4                              | 135 мин.                        | 135 мин.                        |                                 |                                 |                                 |

#### Россия
В составе молодёжной сборной России провёл два матча отборочного турнира чемпионата Европы 1994 — против Венгрии (6:0) и Греции (2:2) и один матч в финальном турнире — первый четвертьфинал против Франции (0:2).
В составе главной сборной был в запасе в одном матче — 12 марта 1997 года против Югославии.

### Тренер
С 2010 года работает тренером вратарей в командах «Балтика» (2010—2011), «Петротрест» (2011—2012), «Динамо» СПб (2011—2013), «Арсенал» Тула| (2015, 2018), «Химик-Арсенал» (с 2019).

## Достижения
- Чемпион России: 1993
- Бронзовый призёр молодёжного чемпионата мира 1991 года (U-20) в составе молодёжной сборной СССР (провёл на том турнире 5 матчей из 6 сыгранных командой).
- Чемпион Европы 1990 в составе юниорской сборной СССР (U-18)

## Личная жизнь
Сын Илья Помазун (1996 г. р.) также вратарь.